# Famous Funnies
Famous Funnies é uma publicação norte-americana dos anos 30, que representa o que os historiadores da cultura popular consideram a primeira revista em quadrinhos americana, seguindo precursores seminais.

## Publicação original

### Precursores diretos

Famous Funnies: A Carnival of Comics (1933), o primeiro precursor da série

Famous Funnies: Series 1 (1934), o segundo precursor

A criação das modernas revista em quadrinhos americanas veio em etapas. A Dell Publishing em 1929, publicou um periódico papel-jornal de 16 páginas originais ao estilo do material das tiras de quadrinhos intitulado The Funnies e descrito pela Library of Congress como "a short-lived newspaper tabloid". (Não confundir com a revista em quadrinhos de mesmo nome da Dell, que começou a ser publicada em 1936.) O historiador Ron Goulart descreve o periódico de bancas de jornais a quatro cores, como "mais uma seção de quadrinhos dominical sem o resto do jornal do que uma verdadeira revista em quadrinhos".
Foi seguido em 1933 pela Funnies on Parade da Eastern Color Printing, uma tira de papel-jornal de 8 páginas similar ao tabloide e composto de várias tiras de quadrinhos licenciadas pela McNaught Syndicate e reimpressa em cores. Sem disponibilidade para venda e nem para as bancas de jornais, o exemplar era distribuído gratuitamente como um item promocional para os consumidores que enviaram pelo correio os cupons cortados dos produtos de sabão e higiene da Procter & Gamble.

### Primeira revista em quadrinhos moderna
No mesmo ano, o vendedor da Eastern Color, Maxwell Gaines, e o gerente de vendas Harry I. Wildenberg colaboraram com a Dell para publicar o one-shot de 36 páginas Famous Funnies: A Carnival of Comics, considerado pelos historiadores como a primeira revista de quadrinhos americana; Goulart, por exemplo, chama isso de "pedra angular para um dos ramos mais lucrativos da publicação de revistas". Foi distribuído através da loja de departamento da Woolworth, embora não esteja claro se foi vendido ou oferecido; a capa não exibe preço, mas Goulart menciona, quer metafórica ou literalmente, a Gaines "colando uma tag de uma nota de dez centavos [[[sic]]] na revista em quadrinhos".
No início de 1934, a Dell publicou a única edição da Famous Funnies: Series 1, também impressa pela Eastern Color. Ao contrária da antecessora, havia a pretensão desde o início de ser vendida, em vez de oferecida. Uma coletânea de tiras de quadrinhos de 68 páginas com publicações da Funnies on Parade e Famous Funnies: A Carnival of Comics, este periódico de 10¢ teve tiragem de 35.000 e vendido com sucesso.
Quando a Dell, no entanto, recusou-se a continuá-la, coube a Eastern Color em sua própria publicação, a Famous Funnies #1 (data de capa de julho de 1934), um periódico com as mesmas 68 páginas por 10¢. Distribuído para as bancas de jornais pela gigantesca American News Company, o que resultou em enorme sucesso com os leitores durante a Grande Depressão, vendendo 90 por cento de sua tiragem de 200.000 impressões; no entanto, os custos deixaram a Eastern Color mais de $4.000 em dívidas. O que mudou rapidamente, quando a revista passou a lucrar $30.000 por cada exemplar a partir da edição #12. Famous Funnies acabou após 218 edições,[carece de fontes?] inspirando imitadores, e lançando um novo meio de comunicação social.